# Силиштеа Мика (Телеорман)
Силиштеа Мика (рум. Siliștea Mică) насеље је у Румунији у округу Телеорман у општини Силиштеа. Oпштина се налази на надморској висини од 130 m.

## Становништво
Према подацима из 2002. године у насељу је живело 402 становника, од којих су сви румунске националности.